# Farmakodinamika
Farmakodinamika, dio farmakologije. Bavi se učinkom koji lijek napravi organizmu. Proučava vezivanje lijeka o receptore, uključujući njihovu osjetljivost, postreceptorske učinke i kemijske interakcije. Farmakodinamika i farmakokinetika pomažu u razumijevanju djelovanja lijekova. Fiziološke promjene utječju na farmakodinamiku. Razlozi su bolest, starost ili nazočnost inih lijekova. Otkloni koji utječu na učinke lijekova su pored ostalih genska mutacija, tireotoksikoza, pothranjenost, miastenija i pojedini oblici inzulin–rezistentnog dijabetesa. Djelovanjem tih čimbenika mijenja podlogu te se vezivanje o receptore ne zbiva na redovan način. Mijenja se razina veznih bjelančevina ili smanjuje osjetljivost receptora. Starost kao uzrok promjene posljedica je alteracija u vezanju o receptore ili u postreceptorskim odgovorima. Uzrok takva međudjelovanja među lijekovima je kompeticija za vezna mjesta receptora ili promijenjenog postreceptorskog odgovora.